# Calamus padangensis
Calamus padangensis är en enhjärtbladig växtart som beskrevs av Caetano Xavier Furtado. Calamus padangensis ingår i släktet Calamus och familjen Arecaceae. Inga underarter finns listade i Catalogue of Life.